# Lateran
Lateran (wł. Laterano) – zespół architektoniczno-urbanistyczny w Rzymie, w rione Monti, wzniesiony w IV w. przez cesarza Konstantyna I Wielkiego na gruntach rzymskiej rodziny Lateranów.
Wówczas powstał kościół pod wezwaniem Chrystusa Zbawiciela (później przemianowywany dwukrotnie na kościół św. Jana Chrzciciela i św. Jana Ewangelisty). Przebudowany pałac Laterański oraz kościół cesarz podarował papieżom, którzy gospodarowali tam do 1308. Od 11 lutego 1929 roku rezydencją papieską został Watykan. W 1308 roku pałac i kościół spłonęły, zostały jednak odbudowane, a bazylika św. Jana na Lateranie jest katedrą biskupa Rzymu, czyli papieża.
W pałacu Laterańskim odbyło się pięć soborów laterańskich.